# Giovanni d'Anastasi
Pour les articles homonymes, voir Anastasi.
Ne doit pas être confondu avec Giovanni Anastasi ou Giovanni d'Athanasi.
Giovanni d'Anastasi (Thessalonique, vers 1780 – Alexandrie, 1860), aussi connu comme Giovanni Anastasi, Jean d'Anastasy, Ιωάννης ou Γιάννης Αναστασίου (et d'autres variantes), est un marchand grec établi à Alexandrie, actif dans la région de la Méditerranée. Il est consul général suédo-norvégien en Égypte de 1828 jusqu'à 1857. Il vend de grandes collections d'antiquités égyptiennes aujourd'hui conservées aux musées nationaux des Pays-Bas, de France et d'Angleterre.

## Vie et carrière
Anastasi est le fils d'un marchand de Damas. Son père fait fortune en approvisionnant l'armée française en Égypte, mais il fait faillite lorsque les Français sont vaincus et contraints de quitter le pays. Sous le règne de Mehmet Ali (Mohamed Ali Pacha), Anastasi s'établit à Alexandrie et reconstruit l'entreprise familiale. Il obtient le monopole du commerce des céréales provenant des territoires contrôlés par Mehmet Ali. La Suède, grande consommatrice de céréales, échange du fer avec l'Égypte. En reconnaissance des relations commerciales étroites, Anastasi est nommé en 1828 consul général des royaumes unis de Suède et de Norvège en Égypte et est fait chevalier de l'Ordre de Vasa.
La maison de commerce Anastasi compte des membres de la famille et des agents dans plusieurs ports importants de la Méditerranée, notamment Alexandrie, Livourne, Smyrne, Thessalonique et Malte. En Égypte, quelques familles grecques marchandes basées à Alexandrie dominent le commerce et l'économie, notamment les familles Anastasi, Casulli, Tossizza ou Tositsas (en) et Zizinia.
Anastasi acquiert une grande richesse et une renommée importante, et il est connu comme bienfaiteur. En tant que consul suédois, il est chargé de protéger les intérêts des ressortissants suédois en Égypte, mais il offre généreusement son aide et son hospitalité à des voyageurs de toutes nationalités. Il participe à des projets d'urbanisme d'Alexandrie sous Mohamed Ali, y compris la construction d'une okelle (en) (palais urbain, entrepôt et auberge combinés) sur la Place des Consuls (en). On rapporte qu'il finance également la Guerre d'indépendance grecque et le rachat de prisonniers grecs, ainsi que des projets philanthropiques, tels qu'un hôpital, une école et une église orthodoxes grecs à Alexandrie.

### Antiquités égyptiennes
En tant que diplomate influent et marchand établi en Égypte, Anastasi se livre à un commerce lucratif d'antiquités égyptiennes. À plusieurs reprises, il constitue des collections qu'il vend ensuite en Europe occidentale. Il n'est pas certain qu'il organise des fouilles lui-même, mais il collabore avec des figures telles que Giovanni Piccinini (Thèbes et Abydos), Francis Barthow et Giuseppe di Nizzoli (Saqqarah),.
En 1826, sa première collection est expédiée à Livourne et stockée dans la maison commerciale de Costantino Tossizza. Elle est acquise en 1827 par Jean-Émile Humbert pour le Rijksmuseum van Oudheden. Cette collection constitue un noyau important de la collection égyptienne du musée.
Sa deuxième collection, envoyée à Livourne en 1838, est vendue en grande partie au British Museum. Sa troisième collection est vendue aux enchères à Paris en 1857, et des objets sont achetés par le Louvre, le British Museum et des collectionneurs privés. Le catalogue de cette collection, réalisé par Charles Lenormant, souligne l'ampleur de sa collection. Ce sont 1 129 lots qui passent en vente en 1857. Il s'agit essentiellement d'antiquités égyptiennes, mais les treize derniers lots sont des antiquités grecques et romaines.

## Vie personnelle
Anastasi ne se marie pas et n'a pas d'enfants naturels connus, mais il adopte deux filles orphelines après le massacre de Missolonghi en 1826. Il est inhumé dans le cimetière grec-orthodoxe d'Alexandrie.

### Nom
Les différentes variantes de son nom s'expliquent par les langues diverses parlées dans le réseau commercial méditerranéen. Le prénom du macédonien-grec Ιωάννης Αναστασίου peut se traduire par Jean (français), Γιάννης (grec), Giannis (italo-grec), Giovanni ou Gianni (italien).

## Collections d'antiquités et pièces célèbres
- 1826 : don à la Suède ; les objets sont aujourd'hui conservés au Medelhavsmuseet (sv), Stockholm[5], notamment :  
  - sarcophage de Taperet

- 1828, collection Anastasi I (5 889 pièces) : vendue au Rijksmuseum van Oudheden, Leyde[2], notamment :  
  - statues de Maya et Merit
  - papyrus d'Ipou-Our[6]
  - partie du « papyrus magique démotique Londres-Leyde »
  - Papyrus de Leyde X

- 1839, collection Anastasi II (1 326 pièces) : vendue au British Museum, Londres[2], notamment :  
  - ostracon contenant partie du « Conte de Sinouhé »[7]
  - Papyrus Anastasi I-VI
  - partie du « papyrus magique démotique Londres-Leyde »
  - statue double d'Horemheb et Amenia

- 1857, collection Anastasi III (1 199 pièces) : mise aux enchères à Paris[2],[4],[8],[9], plusieurs pièces acquises par le Louvre, notamment :  
  - stèles
  - papyrus magiques, funéraires et documentaires
  - bagues et bijoux

- Deux sphinx d'Amenhotep III au bord de la Grande Neva à Saint-Pétersbourg.[3]

## Galerie

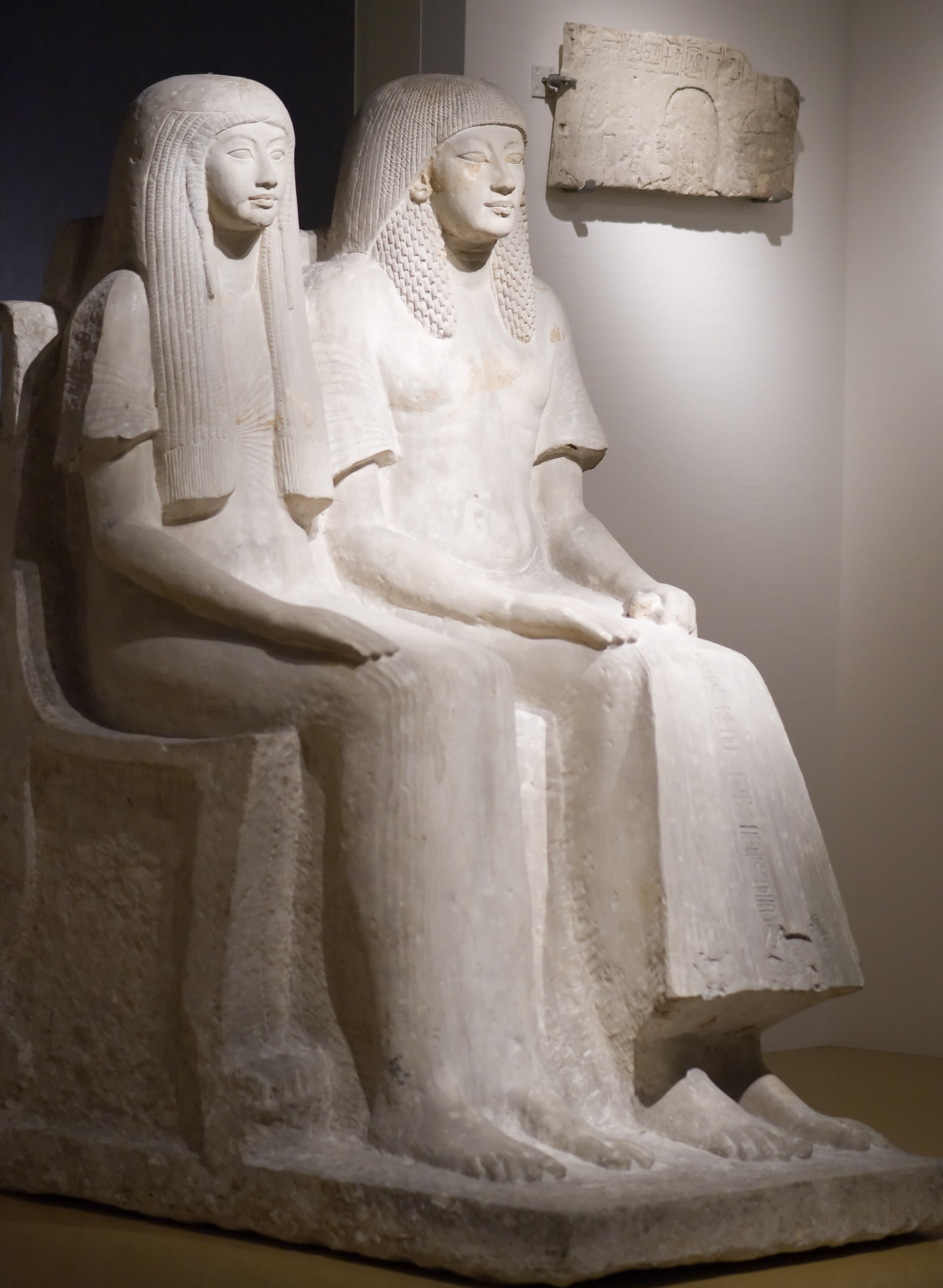
Double statue de Maya et Merit. Rijksmuseum van Oudheden, Leyde.
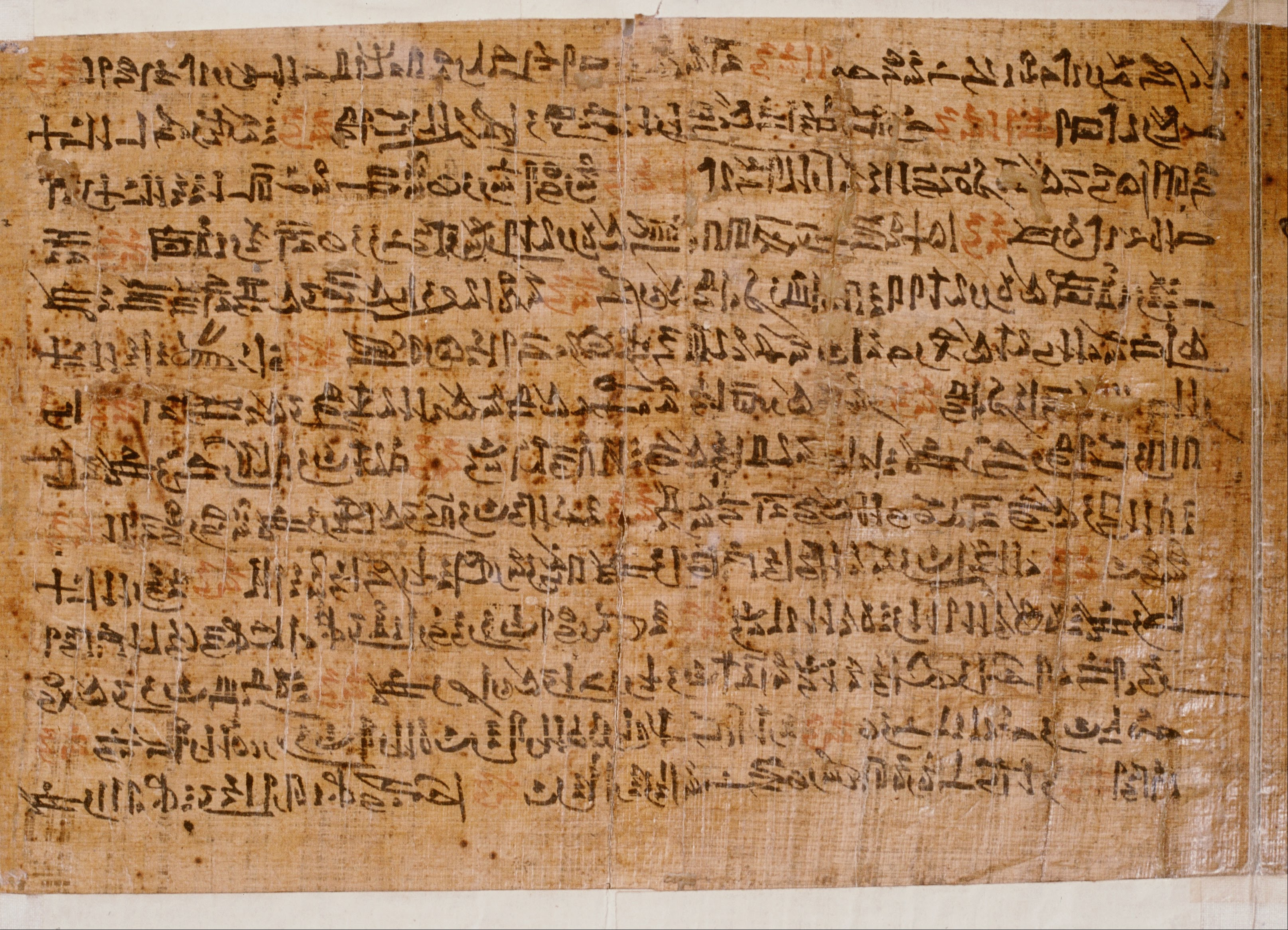
Papyrus d'Ipou-Our. Rijksmuseum van Oudheden, Leyde.
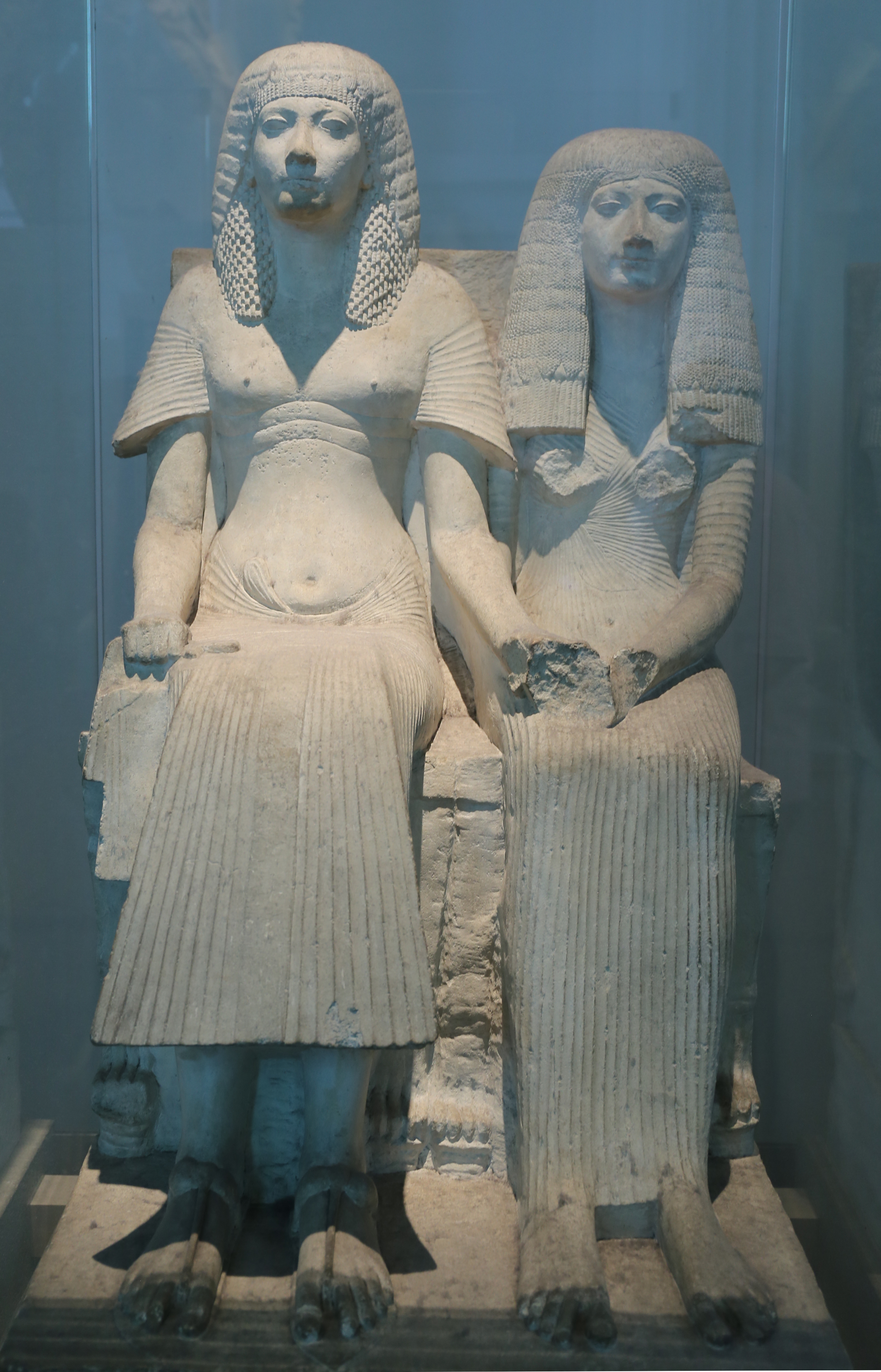
Double statue de Horemheb et Amenia. British Museum, Londres.
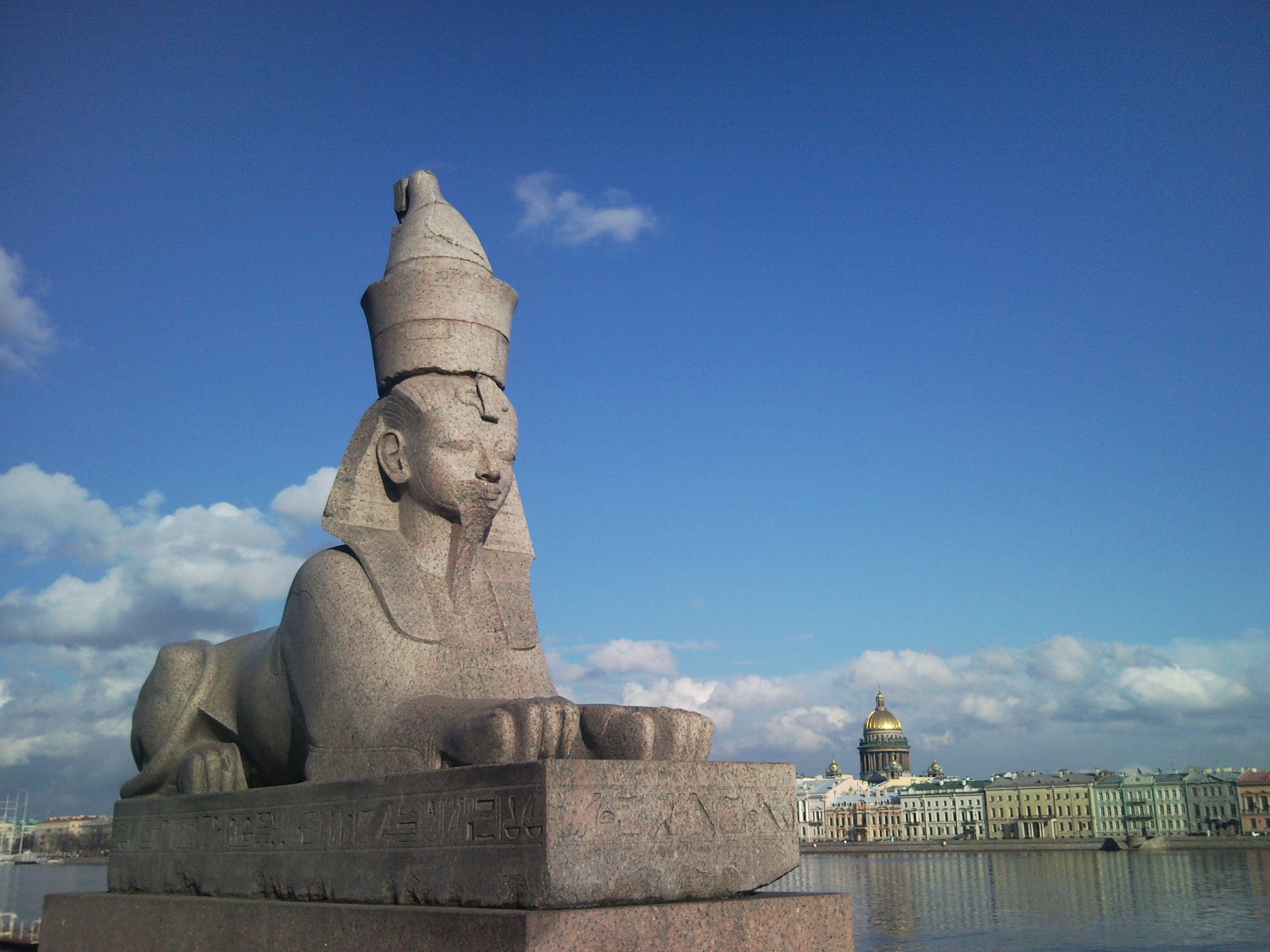
Sphinx d'Amenhotep III. Saint-Pétersbourg.